# Hirsau
Hirsau är en by och kurort i Württemberg i norra Schwarzwald vid Nagold.
Hirsau var i äldre tid känt för sitt benediktinkloster och sina många kyrkor, av vilka flera nu är ruiner. Äldst bland kyrkorna är Aureliuskyrkan och Peterskyrkan; av den senare är västra partiet bevarat. 
"Hirsaugruppen" är ett arkitektoniskt klostersystem som bildats efter Clunyreformen, har korparti med tre parallella absider, svarande mot kyrkan tre skepp, som uppbärs av enkla kolonner med tärningkapitäl. Mittskeppet är flattäckt. Västpartiet är högt uppbyggt med kapell eller loge över förhallen, som flankeras av två fyrkantiga torn.